# Galatone
Galatone is een gemeente in de Italiaanse provincie Lecce (regio Apulië) en telt 15.859 inwoners (31-12-2011). De oppervlakte bedraagt 46,5 km², de bevolkingsdichtheid is 344 inwoners per km².

## Demografie
Galatone telt ongeveer 5621 huishoudens. Het aantal inwoners daalde in de periode 1991-2001 met 1,6% volgens cijfers uit de tienjaarlijkse volkstellingen van ISTAT.
| Jaar | Inwoneraantal |
| ---- | ------------- |
| 1991 | 16.153        |
| 2001 | 15.895        |
| 2011 | 15.859        |

## Geografie
Galatone grenst aan de volgende gemeenten: Galatina, Gallipoli, Nardò, Neviano, Sannicola, Seclì.

## Geboren
- Giacomo Caputo (1892-1936), militair